# Čekist
Čekist (Чекист) è un film del 1992 diretto da Aleksandr Rogožkin.

## Trama
È un film drammatico storico russo-francese, basato sul racconto La scheggia del 1923 di Vladimir Zazubrin. Ambientato durante il Terrore rosso, mostra come migliaia di persone furono uccise e offre il ritratto psicologico di un funzionario della sicurezza della Čeka che ha eseguito questo lugubre lavoro a cui farà seguito la sua caduta.